# Lynsey Bartilson
Lynsey Marie Bartilson Moore, de soltera Bartilson (Edina, Condado de Hennepin, Minnesota, 1 de julio de 1983), es una actriz estadounidense de televisión, cine y teatro.

## Inicios
Desde muy pequeña, Lynsey se sentía atraída por los monos y los escenarios y el arte, le pedía a sus padres clases de baile desde los dos años pero comenzó a los cuatro porque sus padres no querían.
Estudiaba ballet, jazz y tap en Pashkova Dance Studio con chicos hasta tres veces mayores que ella, destacando en cada clase aunque por los motivos equivocados.

## Actuación
Lynsey comenzó a actuar profesionalmente a los 9 años, con el papel de Aviva del Sol, en un vídeo educativo.
Su primera actuación en la televisión ocurrió un año después, en la última temporada del programa de televisión Married with Children.
También participaba en el teatro musical, en varias zonas de Los Ángeles, y en el musical Mrs. Santa Claus.
Ha actuado en numerosos programas y películas tales como That '70s Show, Suddenly Susan, El show de Amanda en comedia, y, en el género dramático 7th Heaven, Strong Medicine, Philly, Edición anterior, Party of Five, NYPD Blue, Judging Amy y Any day now entre otros.
En teatro, ha participado en Paper Moon, Westside Stories, Philladephia Story. 
Actuó como Ruby Rae en el episodio "Suspicion" en Ncis. (Episodio 12, temporada 4)
Ganó un Dramalogue Award por su actuación en Situation Tragedy.
Últimamente Lynsey, forma parte del personal de http://www.recklesstortuga.com/, los cuales realizan videos con diferentes historias, la mayoría de temática cómica, que suben a su canal en YouTube.

## Grounded For Life
Por cinco años, Lynsey actuó en la serie de comedia Grounded For Life, como Lily Finnerty, la hija adolescente y dolor de cabeza de los protagonistas, Sean (Donal Logue) y Claudia (Megyn Price), desde los 17 hasta los 21 años en la vida real (como Lily, 14-18 años), en todos los episodios de la serie.
Este papel fue el más importante en su carrera, pues hizo que fuera más conocida internacionalmente.

## Malcolm in the middle
Lynsey actuó en Malcolm in the middle como Danielle, la compañera de baile de Malcolm (Frankie Muniz). Esta participación ha sido nominada a un Emmy.

## Los Equis
Actualmente, Lynsey hace la voz de Tuesday X en la serie animada Los Equis.